# Олигодинамичен ефект
Олигодинамѝчен ефѐкт (от гр. oligos - „малко“ и dynamis - „сила“, т.е. „действащ в малки количества“) – антисептично свойство на някои метали или по-специално – на техните йони. Йоните на метали като мед, желязо, олово, живак, цинк, алуминий, злато и особено на сребро имат способността, дори в съвсем малки количества, да възпрепятстват развитието на множество микроорганизми някои от които патогенни. Това действие е било познато още в древността и е използвано в хирургията и бита.

## Действие
Действието се дължи на образуването на йони по повърхността на метала вследствие на различни процеси. Например среброто бавно се йонизира при наличието на влага или телесни течности и образува биологично активни Ag+ йони. Тези йони са силни окислители и взаимодействат с различни органични молекули като протеини и рецептори по клетъчните мембрани на прокариотни (бактерийни) и еукариотни (животински) клетки на което се дължи биологичното му действие. Точният механизъм не е известен със сигурност, но според някои автори може да се дължи на кумулативния ефект от афинитета на множество протеини към сребърните йони. Това включва важни за метаболизма протеини като ензими и други които престават да функционират правилно след като се свържат с йоните.